# Euproctis hertha
Euproctis hertha är en fjärilsart som beskrevs av Schultze 1934. Euproctis hertha ingår i släktet Euproctis och familjen tofsspinnare. Inga underarter finns listade i Catalogue of Life.